# Спрут 6: Последний секрет
«Спрут 6: Последний секрет» (итал. «La piovra 6 - L'ultimo segreto») — шестой мини-сериал итальянской телеэпопеи о борьбе с мафией «Спрут». Последний мини-сериал, сценарий для которого был написан Сандро Петральей и Стефано Рулли — сценаристами, обеспечившими «Спруту» наибольший успех.
Сериал был закончен в 1991 году, впервые показан в 1992 году. Показ сериала был задержан из-за возникших опасений, что персонажи сериала могут напоминать реальные политические фигуры. После показа предыдущего мини-сериала «Спрут-5» в обществе и политической среде Италии возникли жаркие обсуждения того, не содержатся ли в сериале намёки на реальных политических деятелей.

## Сюжет
Через небольшой промежуток временем после трагических событий вокруг семьи Линори внутри сицилийской мафии совершается переворот. Бывший наёмный убийца Амилькаре Аттилио Бренно, быстро поднявшийся до ранга главаря мафиозного клана, решает покончить с остатками прежнего «купола» — негласного совета боссов мафии. Он убивает троих последних оставшихся в живых членов «купола» и становится единоличным главарём мафии. Однако прежние «заслуги» Бренно в качестве наёмного убийцы дают о себе знать. В Италию возвращается Лоренцо Рибейра, сын бывшего главы «купола», чью семью когда-то давно расстрелял лично Бренно. Рибейра, мучающийся от ночных кошмаров о гибели своей семьи, мечтает отомстить Бренно и для этого готов поставить на кон всё своё огромное состояние и даже свою жизнь. Он сближается с Джузеппе Картой, который тоже мечтает отомстить мафии за истребление семьи Линори, которой он всю жизнь преданно служил (эти события описаны в сериале «Спрут-5»). Карта соглашается встать на сторону Рибейры, он отправляется к Бренно, обещает служить ему, сам же начинает действовать на стороне Рибейры против Бренно.
Тем временем на Давиде Ликату совершается покушение по заказу Бренно: он получает ранение в голову и врачи не могут извлечь пулю без серьёзных последствий для здоровья Давиде. После года реабилитации врачи прогнозируют ему ещё несколько месяцев жизни и что шансы Давиде выжить при попытке извлечения пули крайне малы. Находящийся в депрессивном состоянии и проходящий курс реабилитации Ликата из газет узнаёт о том, что осуждённый год назад Антонио Эспиноза освобождён в связи с наличием онкологического заболевания в терминальной стадии. После выхода из госпиталя Ликата наносит визит Эспинозе с намерением узнать имя того, кто совершил на него покушение. Смертельно больной Эспиноза указывает на фотографа Беллини.
Лоренцо Рибейра тайно встречается с фотографом Беллини и договаривается с ним о покупке у него компроментирующих фотографий за 500 миллионов лир. Следивший за ними киллер Сантино Рокки по телефону докладывает своему боссу Бренно и получает приказ на ликвидацию Беллини.
Вскоре Ликату приглашает на встречу глава итальянской спецслужбы NOI (итал. Nucleo Operativo Investigativo — Следственно-оперативный центр) генерал Алессио Амадеи. Генерал, которому стало известно о скорой смерти Ликаты, предлагает тому провести свои последние месяцы в борьбе с мафией, сломавшей ему жизнь и погубившей друзей и коллег. Ликата соглашается. Ликата выслеживает в Сенегале и силой привозит обратно в Италию Тано Каридди, которого генерал Амадеи собирается использовать как приманку для мафии в обмен на смягчение Каридди приговора.
В это время судья Сильвия Конти берётся за расследование убийства фотографа Беллини. Приехав на квартиру Беллини, она неожиданно сталкивается там с Ликатой, приехавшим ранее, но заставшим на полу лишь труп фотографа и узнавшим в нём своего убийцу. В убийстве Беллини тут же признаётся его сожительница Нина. Нину арестовывают, двоих её детей отправляют в приют. Нина скрывает, что убийство на самом деле совершил Сантино Рокки, киллер мафии. Он забрал третьего ребёнка Нины, маленькую Франческу, и пригрозил убить её, если Нина не возьмёт вину на себя.
Защищать Нину назначают молодого адвоката Мартину Феррари. С Феррари скоро сходится Лоренцо Рибейра. Беллини должен был передать Рибейре фотографии с важными компрометирующими сведениями, но не успел. Рибейра надеется что-нибудь узнать о судьбе фотографий через Феррари. Он притворяется влюблённым в Феррари, а вскоре действительно в неё влюбляется. Феррари, не подозревая об интересе Рибейры, наивно передаёт ему все новости из полиции и прокуратуры. Фотографии же, хранившиеся в детской игрушке, оказались случайно взяты Сантино с места убийства Беллини вместе с малышкой Франческой. Сантино не подозревает, насколько важная вещь находится в его руках.
Тано Каридди пытается вступить в игру, связавшись со своим давним сообщником — влиятельным бывшим сенатором Этторе Салимбени, но тот немедленно сообщает о звонке Каридди мафии. По приказу Бренно на Тано Каридди совершается покушение, а затем похищают и жестоко насилуют его психически больную сестру, Марию. Тано приходит в бешенство и решает отомстить. Пристрастившись в Африке к алкоголю и наркотикам, Тано потерял деловую хватку, но жажда мести снова пробуждает в нём желание действовать. Тано снова связывается с Салимбени и на этот раз вынуждает того вступить в контакт. Тано предлагает свои посреднические услуги при трансфере займа в один триллион лир, который банк Europe Overseas Bank, связанный с Салимбени, собирается выделить на гуманитарную помощь для Африки, и большую долю которого мафия собирается прибрать к рукам. Тано со своими африканскими связями оказывается кстати. Но вскоре с Салимбени связываются Карта и Рибейра, они предлагают Салимбени за большую сумму сыграть двойную игру, уведя деньги из под носа у Бренно и передав их в Восточную Европу для осуществления огромного масштаба сделки по покупке наркотиков. Салимбени соглашается. Тано предлагает для этого услуги своего тайного, якобы неподвластного государственному финансовому контролю, банка. На самом деле банка не существует, но NOI под руководством генерала Амадеи создают видимость существования такого банка и обеспечивают Тано прикрытие. В Вене, где происходит следующая встреча Тано, Салимбени и Карты, сделка успешно заключается, однако Тано, получив деньги из банка Салимбени, выдвигает новые условия.
Тем временем Бренно начинает в чём-то подозревать Рибейру и решает избавиться от него. Он наносит визит Антонио Эспинозе, влиятельному обладателю огромного архива компрометирующих материалов, который был недавно выпущен из тюрьмы в связи с наличием онкологического заболевания в терминальной стадии. Бренно угрожает и требует от Эспинозы передать властям компромат на Рибейру. Эспиноза вынужден согласиться. Порция компромата попадает в прокуратуру, и на счета Рибейры накладывается арест, что серьёзно мешает планам осуществления сделки по покупке наркотиков. Рибейра просит Карту выкрасть архив Эспинозы, чтобы помешать тому вбросить новые порции компромата. Эспиноза просит свою дочь, Ирэн, увезти его архив, но Карта выслеживает её, и в ходе погони Ирэн погибает, а архив сгорает в автокатастрофе. После этого Карта приходит к самому Эспинозе и, в расплату за гибель семьи Линори, убивает его. Затем Карта по приказу Рибейры совершает покушение на судью Сильвию Конти, заинтересовавшуюся деятельностью Рибейры, но покушение не удаётся, и Карту арестовывают.
Судья Сильвия Конти и Давиде Ликата сближаются, работая вместе над делом Беллини и Нины, между ними возникает любовь, Конти начинает строить планы на совместную жизнь, хочет уйти из прокуратуры, а Ликата не осмеливается сказать ей, что умирает.
Конти приходит к заключению, что за убийством Беллини стоит преступная организация, становится известно о похищении Франчески, дочери Нины. Между тем похититель, Сантино, очень привязывается к девочке и когда получает от Бренно приказ убить её, инсценирует её гибель в реке, но на самом деле оставляет её жить у себя. Вскоре девочка заболевает, Сантино приходит в отчаяние и привозит Нину к Франческе. После короткого свидания Нина отказывается покидать дочь, она преграждает дорогу машине Сантино, но тот сбивает её и уезжает с ребёнком. Нина остаётся жива, но находится в больнице. Ликата выслеживает Сантино, убивает его и возвращает ребёнка. Он также находит фотографию, которую хотел заполучить Рибейра.
NOI продолжает оперативную игру, разыгрывая сделку с наркотиками и надеясь выйти на главарей преступного мира. Наркотики, по замыслу преступников, должны поставляться в Восточную Европу с использованием старых каналов бывших сотрудников спецслужб коммунистических стран. С одним из таких сотрудников, Отто Варфелем, вступает в контакт Тано в Праге. Тано, получивший задание выяснить, кто стоит за Салимбени и Картой, вместе с Варфелем едет в Турцию на встречу с поставщиком наркотиков. Там Тано встречается с Рибейрой, понимает, что это Рибейра стоит за сделкой, и сообщает об этом в NOI. В это время Бренно раскрывает предательство Салимбени и Карты и убивает их. Рибейра, преследуемый полицией с одной стороны и Бренно с другой, осознаёт, что проиграл, и кончает жизнь самоубийством. Однако Бренно не удаётся насладиться победой: его собственный сын, Марко, предаёт и убивает отца, желая занять место во главе мафии. Марко, после выхода из игры Рибейры, заключает новое соглашение с турецким поставщиком наркотиков.
Тано, скрывшийся на время из-под контроля NOI, приезжает забрать свою сестру Марию, чтобы бежать с ней обратно в Африку, но в момент их встречи сотрудники NOI задерживают его. Ликата, очень привязавшийся к Марии и почувствовавший уважение к Тано, незаконно освобождает их, обезоруживая свою коллегу из NOI, и помогает им бежать. В пути Ликата, уже очень плохо себя чувствующий, просит Тано о последней услуге. На фотографии Беллини, попавшей к Ликате, оказался изображён мёртвый узник нацистского лагеря смерти с вытатуированным номером на руке. Под личностью этого узника, Стефана Литвака, после войны много лет скрывался нацистский военный преступник лейтенант Кириу, присвоивший себе состояние уничтоженной в газовой камере семьи Литваков и ставший известным банкиром. Как стало известно Рибейре, именно Литвак (Кириу) был вовлечён с чешской стороны в сделку по поставке наркотиков, которую разыгрывал Тано. Тано, по просьбе Ликаты, вызывает Литвака на тайную встречу. Ликата отпускает Марию и Тано и идёт на встречу один. Он убивает покушавшихся на него телохранителей Литвака и готов уже застрелить самого Литвака, но тут силы окончательно покидают Ликату, и он падает. Литвак смеётся, стоя над ним, но тут в комнату входит Каридди с сестрой. Литвак, почувствовав намерения Тано и испугавшись, обещает ему огромное состояние в обмен на молчание, но Тано ранит и приковывает Литвака. Вместе с Марией они прощаются с Ликатой. Давиде Ликата умирает. Тано сообщает властям о местонахождении мнимого Литвака и уличающей его фотографии, они с Марией уезжают. На место смерти Ликаты вскоре приезжает Сильвия Конти, обнаруживая, что снова осталась одна, вынужденная оплакивать смерть любимого человека.

## В ролях
- Витторио Меццоджорно — Давиде Ликата
- Патриция Милларде — Сильвия Конти, судья
- Ремо Джироне — Тано Каридди
- Ферруччо Де Череза — Алессио Амадеи, генерал, глава итальянской спецслужбы NOI
- Ксавьер Делюк — Лоренцо ("Риццино") Рибейра, сын убитого главаря мафии
- Орсо Мария Гуэррини — Джузеппе ("Джакомо") Карта
- Пьер Монди — Амилкаре Аттилио Бренно, главарь сицилийской мафии
- Джанни Гарофало — Марко Бренно, сын Амилкаре Аттилио Бренно
- Тони Сперандео — Сантино Рокки, киллер мафии
- Луиджи Диберти — Этторе Салимбени, бывший сенатор
- Коринн Дакла — Мартина Феррари, адвокат
- Ана Торрент — Мария Фавиньяна Каридди, сестра Тано Каридди
- Беатриче Макола — агент NOI Феде
- Мауро Кручиано — агент NOI Браччо
- Бруно Кремер — Антонио Эспиноза
- Орсетта Де Росси — Ирэн, дочь Антонио Эспинозы
- Ивано Марескотти — фотограф Беллини
- Мариэлла Ди Лауро — Нина, сожительница фотографа Беллини
- Рудольф Грушинский — Стефан Литвак, узник нацистского концлагеря / Лейтенант Кириу, нацистский военный преступник
- Ян Теплы — Отто Варфель, бывший сотрудник спецслужб Чехословакии
- Глауко Онорато — отец Маттео
- Иржи Ружичка — турецкий наркобарон
- Роберто Аккорнеро — Джованни Каневари

| Мини-сериал                                    | 1    | 2    | 3    | 4    | 5    | 6    | 7    | 8    | 9    | 10   |
| ---------------------------------------------- | ---- | ---- | ---- | ---- | ---- | ---- | ---- | ---- | ---- | ---- |
| Год выхода                                     | 1984 | 1986 | 1987 | 1989 | 1990 | 1992 | 1995 | 1997 | 1998 | 2001 |
| Серий                                          | 6    | 6    | 7    | 6    | 5    | 6    | 6    | 2    | 2    | 2    |
| Всего минут                                    | 384  | 384  | 430  | 600  | 522  | 600  | 627  | 220  | 220  | 200  |
| режиссёр Дамиано Дамиани                       | +    |      |      |      |      |      |      |      |      |      |
| режиссёр Флорестано Ванчини                    |      | +    |      |      |      |      |      |      |      |      |
| режиссёр Луиджи Перелли                        |      |      | +    | +    | +    | +    | +    |      |      | +    |
| режиссёр Джакомо Баттиато                      |      |      |      |      |      |      |      | +    | +    |      |
| Микеле Плачидо / Коррадо Каттани               | +    | +    | +    | +    |      |      |      |      |      |      |
| Патрисия Милларде / Сильвия Конти              |      |      |      | +    | +    | +    | +    |      |      | +    |
| Витторио Меццоджорно / Давиде Ликата           |      |      |      |      | +    | +    |      |      |      |      |
| Рауль Бова / Джанни Бреда / Карло Аркути       |      |      |      |      |      |      | +    | +    | +    |      |
| Ремо Джироне / Тано Каридди                    |      |      | +    | +    | +    | +    | +    |      |      | +    |
| Брюно Кремер / Антонио Эспиноза                |      |      |      | +    | +    | +    |      |      |      |      |
| Николь Жаме / Эльза (Эльзе) Каттани            | +    | +    |      |      |      |      |      |      |      |      |
| Каридди Нардулли / Паола Каттани               | +    | +    |      |      |      |      |      |      |      |      |
| Франсуа Перье / адвокат Терразини              | +    | +    | +    |      |      |      |      |      |      |      |
| Флоринда Болкан / Ольга Камастра               | +    | +    |      |      |      |      | +    |      |      |      |
| Ренато Мори / Джузеппе Альтеро / дон Альбанезе | +    | +    |      |      |      |      |      |      | +    |      |
| Ана Торрент / Мария Каридди                    |      |      |      |      | +    | +    |      |      |      |      |